# Antonio María Cascajares y Azara
Antonio María Cascajares y Azara (Calanda, 2 marzo 1834 – Calahorra, 27 luglio 1901) è stato un cardinale e arcivescovo cattolico spagnolo.

## Biografia
Nacque a Calanda il 2 marzo 1834.
Papa Leone XIII lo elevò al rango di cardinale nel concistoro del 29 novembre 1895.
Morì il 27 luglio 1901 all'età di 67 anni.

## Genealogia episcopale e successione apostolica
La genealogia episcopale è:
- Cardinale Scipione Rebiba
- Cardinale Giulio Antonio Santori
- Cardinale Girolamo Bernerio, O.P.
- Arcivescovo Galeazzo Sanvitale
- Cardinale Ludovico Ludovisi
- Cardinale Luigi Caetani
- Cardinale Ulderico Carpegna
- Cardinale Paluzzo Paluzzi Altieri degli Albertoni
- Papa Benedetto XIII
- Papa Benedetto XIV
- Papa Clemente XIII
- Cardinale Marcantonio Colonna
- Cardinale Giacinto Sigismondo Gerdil, B.
- Cardinale Giulio Maria della Somaglia
- Cardinale Carlo Odescalchi, S.I.
- Cardinale Costantino Patrizi Naro
- Cardinale Giuseppe Berardi
- Cardinale Angelo Bianchi
- Cardinale Antonio María Cascajares y Azara

La successione apostolica è:
- Vescovo José María Blanco Barón (1896)
- Vescovo José María García Escudero y Ubago (1897)